# Cratere Simonelli
Simonelli è un cratere sulla superficie di Plutone.